# Holothele denticulata
Holothele denticulata là một loài nhện trong họ Theraphosidae.
Loài này thuộc chi Holothele. Holothele denticulata được Pelegrin Franganillo-Balboa miêu tả năm 1930.